# Maghdouché
Maghdouché (arabsky: مغدوشة) je město v jižním Libanonu, nacházející se zhruba 50 kilometrů jižně od Bejrútu a 8 kilometrů jihovýchodně od Sidonu. Rozkládá se na kopci přibližně 3 kilometry od středomořského pobřeží v nadmořské výšce 200 až 229 metrů nad mořem. Ve městě žije asi 8000 obyvatel (odhad 2008), z nichž většinu tvoří melkité a menší část maronité. Hlavním odvětvím je zde zemědělství, a to především pěstování vinné révy a citrusů, zejména pak pomerančů.